# (319) Leona
Pour les articles homonymes, voir Léona.
(319) Leona est un astéroïde de la ceinture principale découvert par Auguste Charlois le 8 octobre 1891 à Nice.

## Occultation

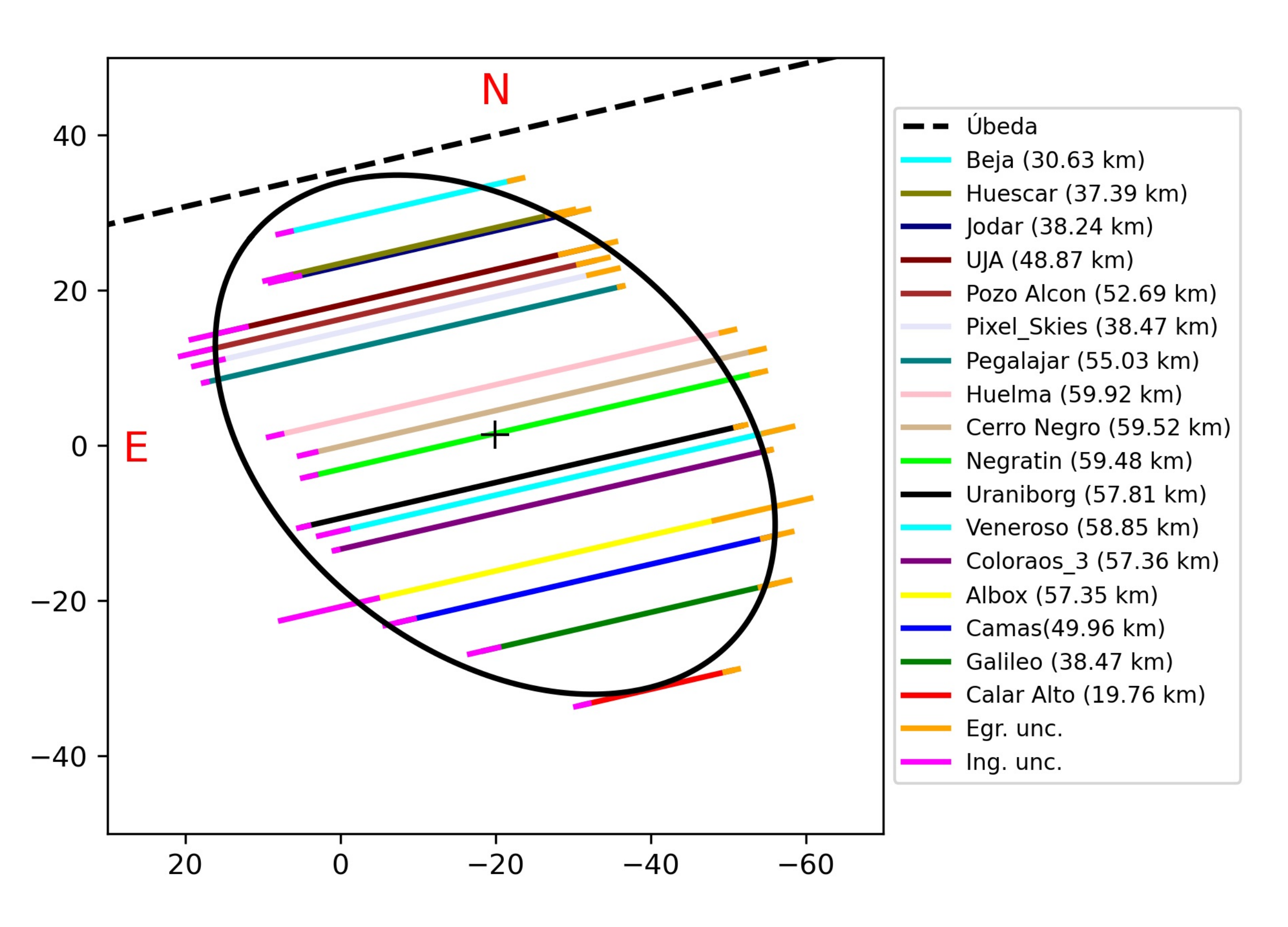
Résultats de l'occultation

Leona a occulté Bételgeuse le 12 décembre 2023.
L'occulation a duré environ 12 secondes, elle a été réalisée par de nombreux astronomes amateurs. Elle a montré que l'astéroïde était légèrement elliptique ; un modèle 3D préliminaire de Leona a pu être construit. Leona mesure environ 80 par 55 km et la silhouette projetée est d'environ 46 sur 41 milliarcsecondes (mas). Bételgeuse a une taille apparente dans le ciel d'environ 40 mas, mais son atmosphère diffuse peut lui faire paraître une taille de 50 mas.

## Rotation
La rotation de (319) Leona est de 430 h, peu de planètes mineures ont une période de rotation aussi longue.